# Dünnbrammengießen
Das Dünnbrammengießen ist eine Möglichkeit, Warmband mit deutlich verringertem Bedarf an Energie und deshalb zu geringeren Kosten herzustellen.  Dieses Ziel wird durch Stranggießen einer Dünnbramme im Dickenbereich von 40 bis 100 mm erreicht, die vor dem Warmwalzen nur noch in einem Ausgleichsofen erwärmt wird.

## CSP-Verfahren
Die am häufigsten installierte Variante ist das CSP-Verfahren (Compact Strip Production) der SMS group. Der flüssige Stahl wird in einer Stranggießmaschine zu einer Dünnbramme von etwa 70 mm Dicke vergossen. Diese wird in einer Pendelschere zerteilt und in einem Rollenherdofen auf Walztemperatur gebracht. Nach dem Entzundern wird die Dünnbramme in der 6- bis 7-gerüstigen Tandemwalzstraße fertiggewalzt. Eine herkömmliche CSP-Anlage erreicht eine Jahresproduktion von bis zu 1,5 Millionen Tonnen.
Die erste CSP-Anlage wurde 1989 in einem Stahlwerk von Nucor Steel in Crawfordsville (Indiana, USA) installiert. Zuvor wurde in der SMS-Gießerei in Kreuztal-Buschhütten eine Versuchsanlage errichtet.
2021 stellte die SMS group die Überarbeitung ihres bisherigen CSP-Konzepts vor, das CSP-Nexus-Anlagenkonzept. Es beinhaltet eine oder zwei optimierte Stranggießanlagen und zwei Vorwalzgerüste, die die Dicke der Dünnbramme optimal für das Fertigwalzen reduzieren. Das erlaubt laut SMS die Produktion eines größeren Legierungsspektrums und größere Banddimensionen sowie eine Produktivitätssteigerung auf 2,7 Mio. Tonnen bis maximal ca. 4 Mio. Tonnen im Jahr. Dadurch soll die Konkurrenzfähigkeit zur klassischen Warmbandproduktion verbessert werden.

## ISP-Verfahren
Im ISP-Verfahren (Inline Strip Production) wird die Dünnbramme mit 70 mm Dicke noch mit flüssigem Kern auf 55 mm reduziert, in einem Vorwalzwerk am Ausgang der Stranggussanlage auf eine Zwischendicke von 10 bis 12,5 mm gewalzt, dann induktiv kontinuierlich aufgewärmt und danach in einem Cremonaofen zwischengewickelt. Anschließend wird das Band in einer 5-gerüstigen Warmbandstraße gewalzt.

## Vor- und Nachteile
Mit dem Dünnbrammengießen kann Warmband zu geringen Kosten und mit niedrigem Kapitaleinsatz hergestellt werden. Nachteile sind die geringe Flexibilität, die schwierige Beherrschung der gekoppelten Prozessstufen Stranggießen und Warmwalzen sowie die Werkstoffqualität, die noch nicht in allen Belangen die von konventionellen Walzwerken erreicht.